# ITIN
ITIN (Institut des Techniques Informatiques) este un institut de învățământ superior, care pregătește studenți in domeniile: informatică, rețele de calculatoare și sisteme de informații, reprezentând de asemenea un centru de formare prin alternanță școală-muncă.

## Amplasare

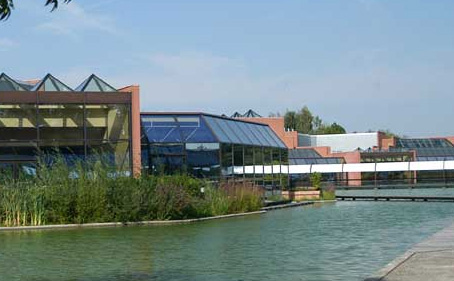
Le Campus du Parc Saint Christophe

În prezent, ITIN are două sedii: sediul principal se află în Parcul Tehnologic Saint Christophe din Cergy, un al doilea sediu fiind situat în Centrul Jeanne Grisot din Pontoise.

## Cursuri

### Master
Următoarele diplome atestă finalizarea a 5 ani de studii:
- Master M2IRT Management și Inginerie Informatică în rețele și telecomunicații, diplomă emisă de ITIN
- Master MTIC Management et Tehnologii de Informații si Comunicare, diplomă emisă de Universitatea Cergy-Pontoise
- Master in Rețele, diplomă emisă de Universitatea Pierre et Marie Curie, Paris
- Master IRS Ingineria Rețelelor și șistemelor, diplomă emisă de Universitatea Versailles-Saint-Quentin-en-Yvelines
- Master SIIC Systeme Informatice Inteligente și Comunicații, diplomă emisă de Universitatea Cergy-Pontoise
- Master Europen în Multimedia Interactivă EMIM
- Master specializat TIM Telecomunicații și Informatică pentru Comunicații Mobile, diplomă emisă de ENSEA și aprobată de către Conférence des grandes écoles

### Licență
Această diplomă corespunde finalizării a 3 ani de studii :
- Licență Profesională LP C&M Comunicare și Media, diplomă emisă de Universitatea Cergy-Pontoise
- Licență Profesională LP R&T, diplomă emisă de Universitatea Paris Est Marne-La-Vallée

BTS – aceasta diplomă validează finalizarea a 2 ani de studii:
- BTS Informatică de Gestiune, diplomă națională emisă de Ministerul Educației Naționale din Franța

## Pedagogie

### Ucenicia
Ucenicia reprezintă o metodă de pregătire a unei diplome, în cadrul căreia ucenicul își împarte timpul între cursuri și munca într-o întreprindere. Sunt alternate perioadele de teorie, care se desfășoară în școală cu perioadele de practică în întreprindere. Aceste perioade au durate cuprinse între 1-2 luni. Eventualele nelămuriri care nu-și gasesc
răspuns în întreprindere sunt soluționate la școală.

### Proiectele de întreprindere
Studenții trebuie să realizeze, pentru sfârșitul fiecărui an, în echipă, un proiect. Universitatea consideră că munca în echipă le permite acestora să-și dezvolte capacitatea de a asculta și de a fi receptivi la nevoile clientului, să învețe să-și organizeze timpul pentru lucrul în echipă astfel încât să răspundă cerințelor și să fie capabili să redacteze un Caiet de sarcini. În final acestia trebuie să prezinte soluția pentru realizarea unui produs finit.

## Parteneriate academice

### Schimburi de studenți și de profesori
- Universitățile de Științe Aplicate din Seinäjoki si Kemi-Tornio, Finlanda
- Universitatea Hoa Sen, Ho Chi Minh City, Vietnam

### Cursuri comune
- Universitatea de Stiințe Aplicate din Seinäjoki, Finlanda
- Universitatea Laval, Québec
- Universitatea Kharkov, Ucraina

### Filiere coordonate de ITIN
- Universitatea Staffordshire, Regatul Unit
- Universitatea de Stiințe Aplicate Joanneum din Graz, Austria
- Universitatea Babeș-Bolyai din Cluj, Cluj-Napoca și Iași, România
- Universitatea Yeditepe din Istanbul, Turcia
- Universitatea din Talin, Estonia
- Bharatiya Vidya Bhavan Campus din Mumbai, India